# لاديبيش (المغرب)
لاديبيش هي صحيفة مغربية يومية ناطقة باللغة الفرنسية تصدر في مدينة طنجة.

## التاريخ
تعتبر لاديبيش أقدم صحيفة منشورة في المغرب أسسها روبرت رينود عام 1905. التي ذكرت استخدام الأسلحة كيماوية ضد الريفيون أثناء حرب الريف بين إسبانيا والمغرب في 27 نوفمبر 1921. وفي عام 1951، أصبح الصحفي كلود جوليان من صحيفة لو موند رئيس تحريرها. لكنها توقفت عن الصدور في عام 1961. يوجد الأرشيف الكامل للصحيفة على شكل مجموعة من المجلدات في كل من المكتبة الوطنية الفرنسية ومكتبة الكونغرس.

## أنظر أيضا
- قائمة الصحف في المغرب.

## روابط خارجية
- ما رأيك في بيكاسو؟ - مقال جان تابود نشرته الصحيفة في فبراير 1950.
- Presse Maroc - جريدة إلكترونية مغربية نسخة محفوظة 12 نوفمبر 2020 على موقع واي باك مشين..